# Feniks Kalinine
Feniks Kalinine (ukr. Футбольний клуб «Фенікс» Калініне, Futbolnyj Kłub "Feniks" Kalinine; ros. «Феникс» Калинино, krym. Feniks Kalinino) – ukraiński klub piłkarski z siedzibą w Kalinine w rejonie krasnohwardyjskim w Republice Autonomicznej Krymu. Założony w roku 2000 jako Feniks. Status klubu profesjonalnego uzyskał w 2006 roku.
Do marca 2011 występował w rozgrywkach ukraińskiej Pierwszej Lihi.

## Historia
Chronologia nazw:
- 2000–2003: Feniks Kalinine (ukr. «Фенікс» Калініне)
- 2004–2011: Feniks-Illiczoweć Kalinine (ukr. «Фенікс-Іллічовець»  Калініне)
- 2013–...: Feniks Kalinine (ukr. «Фенікс» Калініне)

Piłkarski Klub Feniks Kalinine został założony w 2000 roku na bazie zespołu sportowego ze wsi Kalinine w rejonie krasnohwardyjskim w Republice Autonomicznej Krymu. W rozgrywkach rejonowych klub zdobył wszystkie honorowe tytuły. Po tym zdecydowano zgłosić klub do rozgrywek Mistrzostw Krymu. W pierwszym sezonie zajął 11. miejsce z 20. Następnego sezonu klub już nie uczestniczył w rozgrywkach aby wzmocnić bazę materialną i techniczną oraz kadrę zespołu. 
Przerwa poszła na korzyść drużynie. W rozgrywkach Mistrzostw Krymu w sezonie 2003/04 klub zajął 4. miejsce. W ten czas zmieniła się też struktura klubu. Działalność gospodarcza przedsiębiorstwa była podporządkowana pod Sp.Akcyjna "Mariupolski Metalurgiczny Kombinat im. Ilicza" co pozwoliło ulepszyć bazę materialną. Zmieniła się też nazwa — Feniks-Illiczoweć Kalinine.
W rozgrywkach Mistrzostw Krymu w 2004 roku klub zdobył "brązowe" nagrody. A w 2005 roku wspaniałe wystąpił w Mistrzostwach Krymu ("złoto") i Mistrzostwach Ukrainy spośród klubów amatorskich ("srebro"). Oprócz tego, w 2005 roku klub zdobył tradycyjny Puchar burmistrza Symferopola.
Dlatego, prezes klubu Andrij Riumszyn postanowił zgłosić klub do rozgrywek Druhiej Lihi. Status klubu profesjonalnego uzyskał w 2006 roku. W pierwszym sezonie 2006/07 klub zajął 2. miejsce i awansował do Pierwszej Lihi. Od sezonu 2007/08 klub występował w rozgrywkach ukraińskiej Pierwszej Lihi.
W grudniu 2010 klub został rozformowany, ale dopiero 17 marca 2011 na oficjalnej stronie PFL pojawiła się informacja o likwidacji klubu Feniks-Illiczoweć Kalinine.
Po dwóch latach przerwy na początku 2013 klub został reaktywowany jako zespół amatorski Feniks Kalinine.

## Sukcesy
- 16. miejsce w Pierwszej Lidze (1 x):

2007/08

## Trenerzy
- 2000-2001:  Wołodymyr Jermołajew
- 2002-2004:  Anatolij Syrowatski
- 2005-12.2007:  Ołeksij Antiuchin
- 01.2008-02.2009:  Ołeksandr Hajdasz
- 02.2009-12.2010:  Iwan Maruszczak

## Inne
- Żemczużyna Jałta